# Soustraction d'obédience
La soustraction d'obédience est la politique menée par la France à la fin du XIVe siècle vis-à-vis de la papauté qui consistait à retirer son obédience aux papes de Rome et d'Avignon, qui se disputaient alors le Saint-Siège, afin de les inciter à abdiquer.
En 1394, le grand schisme d'Occident dure depuis déjà plus de quinze ans : deux papes rivaux se retrouvent à la tête de la chrétienté. L'un d'eux, Boniface IX, siège à Rome et a l'appui de l'Italie du Nord, de l'Angleterre, de l'Allemagne, de la Pologne et de la Hongrie. Dans le camp de Benoît XIII, pape d'Avignon, se rangent la France, la Castille, l'Aragon, le Portugal, l'Écosse, la Savoie et le royaume de Chypre.
Cette année-là, Philippe le Hardi, qui régente la France depuis que le roi Charles VI est devenu fou, demande à l'université de Paris de lui présenter un rapport sur les moyens de mettre fin au schisme. Après plusieurs mois de délibérations, l'université présente trois solutions : la « voie de compromis » (laisser aux pontifes le soin de mettre fin eux-mêmes au schisme), la « voie de cession » (il faut les faire démettre simultanément et en élire un autre) ou la réunion d'un concile qui aurait pour but de trancher le problème.
En février 1395, le Conseil du roi appuie le principe d'une démarche pour la voie de cession. Cependant, ni Benoît XIII ni Boniface IX n'acceptent de se démettre. On décide alors de les obliger en ayant recours à une soustraction d'obédience. En 1398, un conseil national des évêques tenu à Paris vote une ordonnance retirant au pape les bénéfices et les taxes ecclésiastiques qui ne seront plus versés à Avignon mais au roi de France. Autrement dit, l'Église de France se gouvernera elle-même et c'est le roi qui légifèrera. Seule l'autorité spirituelle est reconnue au pape d'Avignon. La France est bientôt imitée par la Sicile, la Castille et la Navarre.
Entêté, Benoît XIII refuse de plier, même si les fonds ne rentrent plus. Assiégé dans sa citadelle pendant plusieurs mois par des ennemis locaux, il parvient à s'enfuir en 1403 et se réfugie chez le comte de Provence, Louis II d'Anjou, qui s'opposait depuis le début à la soustraction d'obédience.
La soustraction d'obédience est finalement un échec. Plusieurs évêques commencent à se plaindre, surtout lorsque le gouvernement français commence à taxer les revenus des églises. Le 29 avril 1403, la Castille restitue son obédience au pape. La France suit le 28 mai. On en revient aux tractations diplomatiques qui ne donneront aucun résultat, les pontifes de Rome et d'Avignon campant toujours sur leurs positions.
En 1407, l'université de Paris, avec l'appui du duc de Bourgogne et du Parlement de Paris, décide par elle-même une nouvelle soustraction d'obédience qui ne donnera pas plus de résultat que la première fois.

## Sources
- Jean Favier, La guerre de Cent Ans, Fayard, 1980, 678 p. (ISBN 2-213-00898-1).